# Celloconcert (Moeran)
Ernest John Moeran voltooide zijn enige Celloconert in 1945.

## Achtergrond
Moeran was bevriend met de celliste Peers Coetmore. Hij schreef haar in 1943, dat hij wel een celloconcert voor haar wilde schrijven, maar vroeg daarbij haar goedkeuring. Zij stemde in en hij beloofde dat hij voor haar een beter concert zou schrijven dan zijn vioolconcert. Net als bij andere grote werken van zijn hand wilde het ook hier niet vlotten. Moeran moest zijn uiterste best doen om aan de verwachtingen, die gelden bij een concerto, te voldoen. De eerste schetsen dateren van oktober 1943. Vervolgens werkte Moeran eraan terwijl hij ook met andere werken bezig was. 21 juni 1945 had hij het pianomanuscript klaar en speelde het voor aan musicoloog Lionel Hill. In oktober van dat jaar was het dan eindelijk voltooid. Op 25 november 1945 speelde Peers Coetmore het met het Radio Eireann Symphony Orchestra (Iers Omroeporkest) onder leiding van Michael Bowles in Dublin. De recensies waren lovend voor zowel werk als soliste. 
Als bijzonderheid geldt dan nog dat op 26 juli 1945 Moeran en Coetmore trouwden. Het was echter geen gelukkig huwelijk. Moeran had zijn buien en zonderde zich vaak af. Coetmore had een druk concertleven en zou uiteindelijk is Australië belanden. Een lang leven had het huwelijk ook al niet; in 1950 kwam Moeran te overlijden. Het celloconcert is zijn laatste werk voor grote bezetting.
Het concert kent de klassieke driedelige opzet en vindt haar basis in de volksmuziek van Ierland:
- Moderato
- Adagio
- Allegretto deciso, alla marcia

De positieve recensies over dit werk konden niet voorkomen dat het werk in de vergetelheid raakte, net zoals ander werk van Moeran. In de jaren tachtig kreeg het een kleine opleving, doordat veel werken opnieuw moesten worden opgenomen voor compact disc, maar daarna zonken de werken opnieuw weg.

## Discografie (2015)
- opname Lyrita Records: Peers Coetmore met het London Philharmonic Orchestra o.l.v. Adrian Boult (opname 1969)
- opname Chandos: Raphael Wallfisch met het Bournemouth Sinfonietta o.l.v. Norman del Mar (opname 1987)
- opname Naxos: Guy Johnston met het Ulster Orchestra o.l.v. JoAnn Falletta  (opname 2012)